# Ист Авон (Њујорк)
Ист Авон (енгл. East Avon) насељено је место без административног статуса у америчкој савезној држави Њујорк.

## Демографија
По попису из 2010. године број становника је 608.
| Група             | 2000.    | 2010.       |
| Белци             | 0 (0,0%) | 564 (92,8%) |
| Афроамериканци    | 0 (0,0%) | 1 (0,2%)    |
| Азијати           | 0 (0,0%) | 11 (1,8%)   |
| Хиспаноамериканци | 0 (0,0%) | 14 (2,3%)   |
| Укупно            | 0        | 608         |